# Gabriela Alves (Politikerin)

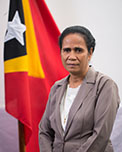
Gabriela Alves

Gabriela Alves (* 16. Februar 1961 in Laisorolai, Baucau, Portugiesisch-Timor) ist eine Politikerin aus Osttimor. Sie ist Mitglied der Partei FRETILIN.

## Werdegang
Alves hat einen Bachelor-Titel und ist Lehrerin und stellvertretende Schuldirektorin. Sie war eine politische Assistentin in einer der Widerstandsbasen im Kampf gegen die Indonesier. Alves engagiert sich im Pfarrrat von Quelicai und der Diözese Baucau.
Auf Listenplatz 19 der FRETILIN zog Alves bei den Parlamentswahlen in Osttimor 2017 erfolgreich als Abgeordneter in das Nationalparlament Osttimors ein. Hier war sie Mitglied in der Kommission für Ethik (Kommission G). Da die Minderheitsregierung von FRETILIN und PD sich im Parlament nicht durchsetzen konnte, löste es Präsident Francisco Guterres auf und rief zu Neuwahlen auf. Alves gelang bei der vorgezogenen Wahl am 12. Mai 2018 auf Platz 17 der FRETILIN-Liste der erneute Einzug ins Parlament. Sie wurde Mitglied der Kommission für Bildung, Jugend, Kultur und Bürgerrechte (Kommission G). und am 16. Juni 2020 ihre Sekretärin.
Bei den Parlamentswahlen 2023 trat Alves nicht an.